# کیس استورم
کیس استورم (انگلیسی: Kees Storm) (زاده ۱۹۴۲) کارآفرین، حسابدار و مدیر ارشد اجرایی هلندی است، که در حال حاضر به‌عنوان رییس هیئت مدیره شرکت انهایزر-بوش اینبیف فعالیت می‌نماید. وی از اعضای هیئت مدیره شرکت‌های یونیلیور، ایگون، بکستر و کی‌ال‌ام نیز می‌باشد.